# Hienadź Alaksiejenka
Hienadź Pauławicz Alaksiejenka (biał. Генадзь Паўлавіч Аляксеенка, ros. Геннадий Павлович Алексеенко, Giennadij Pawłowicz Aleksiejenko; ur. 30 maja 1952 w Czausach) – białoruski nauczyciel i polityk, deputowany do Rady Najwyższej Republiki Białorusi XIII kadencji, w latach 1996–2000 deputowany do Izby Reprezentantów Zgromadzenia Narodowego Republiki Białorusi I kadencji.

## Życiorys
Urodził się 30 maja 1952 roku w mieście Czausy, w rejonie czauskim obwodu mohylewskiego Białoruskiej SRR, ZSRR. W 1978 roku ukończył Homelski Uniwersytet Państwowy, w 1993 roku – Mohylewski Państwowy Instytut Pedagogiczny. Z wykształcenia jest nauczycielem historii, nauk społeczno-politycznych i prawa radzieckiego. W latach 1969–1970 pracował jako robotnik. W latach 1970–1974 był nauczycielem. W latach 1974–1978 pełnił funkcję przewodniczącego rejonowego Dobrowolnego Wiejskiego Stowarzyszenia Sportowego „Urożaj”. W latach 1978–1988 był oddelegowany do pracy komsomolskiej i partyjnej. W latach 1988–1995 pracował jako dyrektor Szkoły Średniej Nr 1 w Czausach, w 1995 roku był w niej nauczycielem historii. W 1995 roku pełnił funkcję przewodniczącego Czauskiej Rejonowej Rady Deputowanych Robotniczych. W latach 1993–1997 wchodził w skład Partii Komunistów Białoruskiej.

### Działalność parlamentarna
W drugiej turze uzupełniających wyborów parlamentarnych 10 grudnia 1995 roku został wybrany na deputowanego do Rady Najwyższej Republiki Białorusi XIII kadencji z Czauskiego Okręgu Wyborczego Nr 175. 19 grudnia 1995 roku został zarejestrowany przez centralną komisję wyborczą, a 9 stycznia 1996 roku zaprzysiężony na deputowanego. Od 23 stycznia pełnił w Radzie Najwyższej funkcję członka, a potem sekretarza Stałej Komisji ds. Edukacji, Nauki i Kultury. Należał do frakcji komunistów. Od 3 czerwca był przewodniczącym grupy roboczej Rady Najwyższej ds. współpracy z parlamentem Republiki Francuskiej. Poparł dokonaną przez prezydenta Alaksandra Łukaszenkę kontrowersyjną i częściowo nieuznaną międzynarodowo zmianę konstytucji. 27 listopada 1996 roku przestał uczestniczyć w pracach Rady Najwyższej i wszedł w skład utworzonej przez prezydenta Izby Reprezentantów Zgromadzenia Narodowego Republiki Białorusi I kadencji. Pełnił w niej funkcję zastępcy przewodniczącego Komisji ds. Praw Człowieka i Stosunków Narodowościowych. Zgodnie z Konstytucją Białorusi z 1994 roku jego mandat deputowanego do Rady Najwyższej formalnie zakończył się 9 stycznia 2001 roku; kolejne wybory do tego organu jednak nigdy się nie odbyły. Jego kadencja w Izbie Reprezentantów zakończyła się 21 listopada 2000 roku.

## Życie prywatne
Hienadź Alaksiejenka jest żonaty, ma dwoje dzieci.